# Vladimir Aleksandrovitch Maou
 (novembre 2016).
Si vous disposez d'ouvrages ou d'articles de référence ou si vous connaissez des sites web de qualité traitant du thème abordé ici, merci de compléter l'article en donnant les références utiles à sa vérifiabilité et en les liant à la section « Notes et références ».
 (novembre 2016).
Vladimir Aleksandrovitch Maou (né le 29 décembre 1959, à Moscou) est un économiste russe, proche de Е.Т.Gaïdar, et membre du conseil d’administration de la société par actions ouverte «Gazprom» (PAO) depuis 2011. Depuis 2002, il est le recteur de l’Académie de l’économie nationale auprès du gouvernement de la fédération de Russie. Depuis 2010, il est également le recteur de l’Académie russe de l’économie nationale et du service public auprès du président de la fédération de Russie  et depuis 2001. Il est par ailleurs membre du présidium du Conseil économique auprès du président de la fédération de Russie.
Il a le grade civil de conseiller d'État effectif de la fédération de Russie de 1re classe.

## Études
En 1981, Vladimir Aleksandrovitch Maou termine à Institut de l’économie nationale de Moscou G.V. Plekhanov une spécialisation en économie et planification de l’économie nationale.
- En 1986 il a obtenu le diplôme d’études post-universitaires (aspirantura) au sein de l’Institut de l’économie de l’Académie des sciences de l’URSS.
- Depuis 1994 — docteur ès sciences économiques [3].
- Depuis 1996 — professeur.
- Depuis 1999 - docteur en philosophie (PhD) au sein de l’Université Pierre Mendès France (Grenoble, France), où sa spécialité est la «Science économique appliquée».(fr. Science économique appliquée).

## Carrière professionnelle
- Entre 1981 et 1991 - chargé de recherches au sein de l’Institut de l’économie auprès de l’Académie des sciences de l’URSS.
- Entre 1991 et 1992 - chef de laboratoire au sein de l’Institut de la politique économique auprès de l’Académie de l’économie nationale ; Institut ayant à sa tête Egor Timourovitch Gaïdar.
- En 1992 - conseiller du Premier ministre de la fédération de Russie par délégation Egor Timourovitch Gaïdar.
- Entre 1993 et 1994 - conseiller du premier vice-Premier ministre de la fédération de Russie par délégation E.T.Gaïdar.
- Entre 1993 et 1997 - directeur adjoint de l’Institut de l’économie de la période transitoire (IEPT) portant le nom de E.T.Gaïdar.
- Du 8 septembre 1997 au 16 mai 2002 - chef du Centre opérationnel pour la réforme économique auprès du gouvernement de la fédération de Russie.
- Le14 mai 2002, lors de la conférence de l’Académie, est élu, pour une période de 5 ans, par ordonnance du gouvernement de la fédération de Russie et est approuvé au poste de recteur de l’Académie russe de l’économie nationale auprès du président de la fédération de Russie.
- Le 9 juin 2007, à la suite de la réélection au poste de recteur, a été à nouveau approuvé en tant que recteur pour une durée de cinq ans.
- Le 23 septembre 2010, à la suite de la fusion de l’Académie de l’économie nationale auprès du gouvernement de la fédération de Russie avec l’Académie russe du service public auprès du président de la fédération de Russie, ainsi qu’avec les douze académies régionales du service public, a été nommé par arrêté du gouvernement de la fédération de Russie du 23 septembre 2010 No 1562-P au poste de recteur de l’Académie russe de l’économie nationale et du service public auprès du président de la fédération de Russie.
- Depuis 2011 - membre du Conseil scientifique au sein du Conseil russe pour les affaires étrangères.

## Rang dans le classement des fonctionnaires publics
Conseiller d’État effectif de la fédération de Russie de 1re classe (le 20 juin 2001)

## Travail dans l’enseignement
- Entre 1988 et 1992 - professeur d’histoire économique à l’Université d’État de Moscou M.V.Lomonossov.
- Entre 1993 et1999 - professeur à l’Université d’État - École supérieure d’économie.
- Enseignant au centre de Moscou à l’Université Stanford, États-Unis

Il est le rédacteur en chef de la revue «Politique économique» (depuis 2006) , Président du Comité de rédaction de la revue «Logos» , membre du Comité de rédaction des revues «Questions de l’économie» , «Moniteur de l’Europe», «Journal of Economic Transition» (États-Unis), et «Finances et affaires».
Principales sphères d’intérêts scientifiques: l’histoire de la pensée économique russe et de la réforme économique ; l’histoire et la théorie de la politique économique; l’analyse comparative de la politique économique; la politique économique et l’économie constitutionnelle.
Il est le chef du Campus d’été auprès de l’Académie présidentielle (Tatarstan)

## Participation aux conseils et commissions consultatifs et scientifiques
- Membre du présidium du Conseil économique auprès du président de la fédération de Russie
- Membre de la commission auprès du président de la fédération de Russie pour le service public et le vivier de cadres supérieurs
- Depuis le 11 janvier 2010 - membre de la commission gouvernementale pour le développement économique et l’intégration, et président du comité d’experts
- À partir du 20 octobre 2005 - membre du Conseil auprès du président de la fédération de Russie pour la science, les technologies et l’éducation. Réélu au Conseil le 26 décembre 2006 et le 16 septembre 2008. À partir du 26 décembre 2006 - membre du présidium du Conseil (réélu au Présidium du Conseil le 16 septembre 2008)
- À partir du 31 juillet 2003 - membre de la commission gouvernementale pour la réforme administrative. Le 21 mai 2004et le 25 août 2008, est nommé à nouveau au poste de membre de la commission.
- À partir du 4 décembre 2007 - membre de la commission gouvernementale pour l’évaluation de l’efficacité des administrations fédérales et régionales. Le 12 juin 2008 est nommé à nouveau au poste de membre de la commission.
- Membre de la commission gouvernementale pour la coordination du travail du gouvernement ouvert.
- Président des conseils publics auprès du ministère du Développement économique de la fédération de Russie, du Service fédéral du travail et de l’emploi de la Russie et du Service fédéral des impôts de la Russie.
- Membre du conseil scientifique de l’Académie des sciences de la Russie pour les problèmes touchant à l’histoire économique russe mondiale.
- Membre du conseil scientifique «Problèmes du développement intégral des entreprises industrielles» au département des sciences sociales de l’Académie des sciences de la Russie.
- Membre de la Commission supérieure d’attestation du Ministère de l’éducation et de la science de Russie
- Co-chef du comité d’experts pour le renouvellement de la Stratégie 2020 (en association avec Ya.I. Kouzminov)
- À partir du 25 août 2008 - membre de la commission auprès du président de la fédération de Russie pour la constitution et la formation du vivier de cadres supérieurs (supprimée). est-ce que ça veut dire que vous voulez «supprimée » cette fonction dans le présent document?
- À partir du 29 octobre 2010 - membre de la commission auprès du président de la fédération de Russie pour la reforme et le développement du service public (supprimée).

## Distinctions et décorations

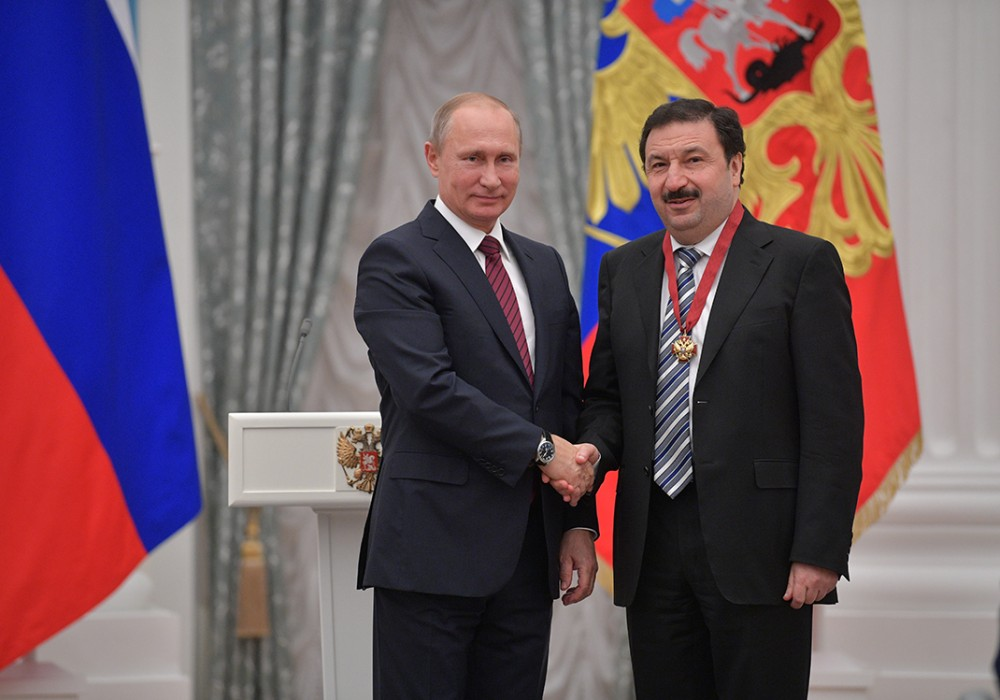
Décoré de l’Ordre du «Mérite pour la Patrie» de la III classe, le 15 novembre 2017.

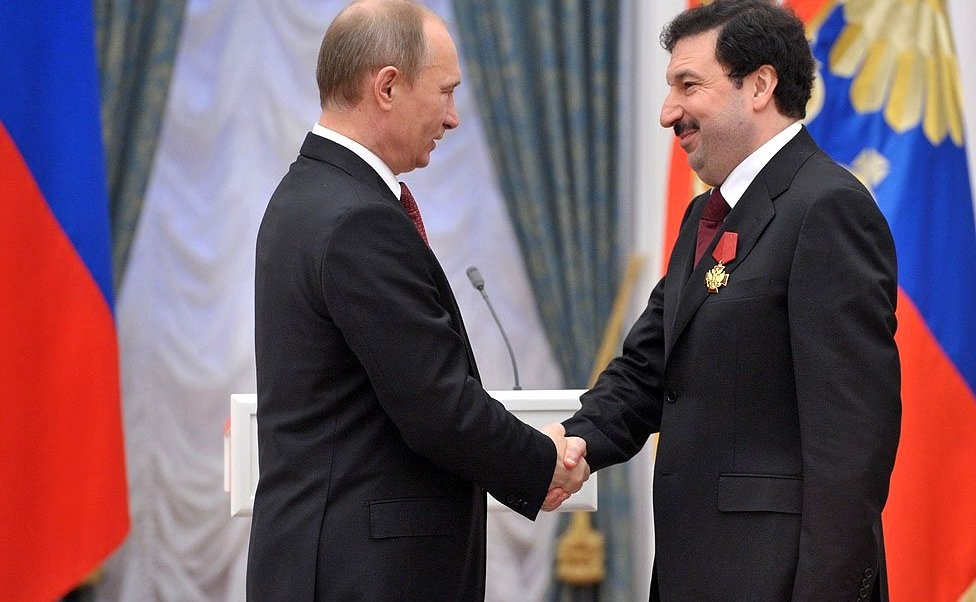
Décoré de l’Ordre du «Mérite pour la Patrie» de la IV-ième classe, le 26 décembre 2012

- Décoré de l’Ordre du «Mérite pour la Patrie» de la III classe, le 15 novembre 2017.
- Décoré de l’Ordre du «Mérite pour la Patrie» de la IV-ième classe, le 26 décembre 2012* Ordre du «Mérite pour la patrie» de la IV-ième classe (le 28 juillet 2012) — pour ses mérites dans l’élaboration de la politique socio-économique de l’État et pour l’ensemble de son travail scientifique fructueux
- Ordre de l’Honneur (le 8 mars 2009) — pour les réussites professionnelles et le travail fructueux de nombreuses années
- Médaille «En commémoration du 850-ième anniversaire de Moscou» (1997)
- Économiste émérite de la fédération de Russie (le 7 juin 2000)- pour les mérites dans le domaine de l’économie et des finances

## Grades universitaires Honoriscausa
Professeur émérite de l’Université d’État russo-arménienne (Université slave) — pour une contribution significative au développement de la théorie et de la pratique des réformes économiques, pour une activité scientifique et pédagogique fructueuse de nombreuses années, pour le haut niveau de professionnalisme dans toutes les sphères de l’activité.

## Ouvrages
Auteur de plus de 20 livres et de 600 articles publiés dans des revues et journaux scientifiques en Russie, en Angleterre, en France, en Allemagne et en Italie, notamment:
- Développement de la théorie de l’organisation planifiée de l’économie socialiste (fin des années 1930-début des années 1960): Résumé de thèse au grade universitaire de candidat ès sciences économiques. М., 1986.
- À la recherche de l’organisation planifiée: Histoire du développement de la pensée économique soviétique de la fin des années 1930 début des années 1960.М., 1990.
- Les lois de la révolution, l’expérience de restructuration et nos perspectives). М., 1991 (en collaboration).
- La restructuration comme une révolution: expériences du passé et tentative de prévision // Communiste. 1992. № 11 (en collaboration).
- Les reformes et les dogmes. М., 1993.
- Économie et pouvoir: résultats intermédiaires. М., 1994.
- Économie et pouvoir. Histoire politique de la réforme économique en Russie, 1985—1994. М., 1995.
- The Political History of Economic Reform in Russia, 1985—1994. London: Centre for Research into Communist Economies, 1996.
- La stabilisation macroéconomique, les tendances et les alternatives de la politique économique de la Russie. М., 1996.
- Économie et droit. Problèmes constitutionnels de la réforme économique en Russie. М., 1998.
- Réforme économique: à travers le prisme de la Constitution et de la politique. М., 1999.
- Russian Economic Reforms as Seen by an Insider: Success or Failure? London: RIIA, 2000.
- Intellectuels, histoire et révolution// Novy mir, № 5, 2000.
- Nouveau monde.Grandes révolutions. De Cromwell jusqu’à Poutin. М.: Vagrius, 2001. (en collaboration avec I.V.Starodoubrovskaya).
- The Challenge of Revolution. Oxford University Press, 2001. (en collaboration avec I.V.Starodoubrovskaya)[7],[8].
- Économie constitutionnelle. Manuel pour les établissements d’enseignement supérieur. М., 2002, 2003, 2010. (en collaboration).
- Économie constitutionnelle pour les écoles. М., 2003, 2006. (en collaboration).
- Marxisme: entre la théorie scientifique et «la religion laïque» (l’apologie libérale) //Voprosy ekonomiki, №№ 5—6, 2004 (en collaboration avec E.T.Gaïdar).
- Économie constitutionnelle. Manuel pour les étudiants en droit et en économie. М., 2006 (en collaboration).
- L’oblast de Kaliningrad: du «porte-avions insubmersible» vers «l’atelier de montage insubmersible». М., 2002. (en collaboration).
- From Crisis to Growth.(London, CRCE, 2005).
- Les reformes et les dogmes. L’État et l’économie à l’époque des réformes et des révolutions (1861-1929). М., 2013.
- The Oxford Handbook of the Russian Economy, 2013. Written by a unique, distinguished team of Russian and western authors. Chapter 2 "Modernization and the Russian Economy: Three Hundred Years of Catching Up" Vladimir Mau and Tatiana Drobyshevskaya [9]
- Les crises et les leçons. L’économie de la Russie à l’époque de turbulence. М., 2016.
- Russia’s Economy in an Epoch of Turbulence: Crises and Lessons. Abingdon, Oxon; New York, NY: Routledge, 2018.

## Profil des ressources scientifiques électroniques
- SSRN
- REPEC